# Manuel Guerrero
Manuel Guerrero, né le 25 octobre 1914 à Hagåtña et mort le 9 octobre 1985 à Tamuning, est un homme politique américain. Membre du Parti démocrate, il le 6e gouverneur désigné de Guam du 9 mars 1963 au 20 juillet 1969.

## Biographie
Manuel F. Leon Guerrero est né le 25 octobre 1914 de ses parents Jose LG Leon Guerrero (déc.) Et Maria Lujan Flores (déc.) D' Agana . Il était l'aîné de trois enfants.
Au cours des premiers jours de l'occupation japonaise de Guam, le rôle de Leon Guerrero au sein du gouvernement naval de Guam en a fait un homme marqué. Il a passé les premiers jours de l'occupation avec sa famille à éviter la capture en se cachant dans la jungle de Guam . Avec beaucoup d'autres Chamorro , Leon Guerrero a finalement été interné pendant un certain temps par l'armée japonaise. Après son internement, il a été contraint de participer à une étude de la main-d'œuvre réalisée par le gouvernement militaire japonais. Pendant le reste de l'occupation, il a fait vivre sa famille en pratiquant l'agriculture, sauf pendant des périodes où il a été affecté à des camps de travaux forcés avec d'autres Chamorros.
Guerrero a pris sa retraite et est décédé à Tamuning le 9 octobre 1985, à l'âge de 70 ans. Il a été enterré au Guam Memorial Park à Leyang, Barrigada.